# 埃爾芒斯河
46°18′16″N 6°14′30″E / 46.30444°N 6.24167°E

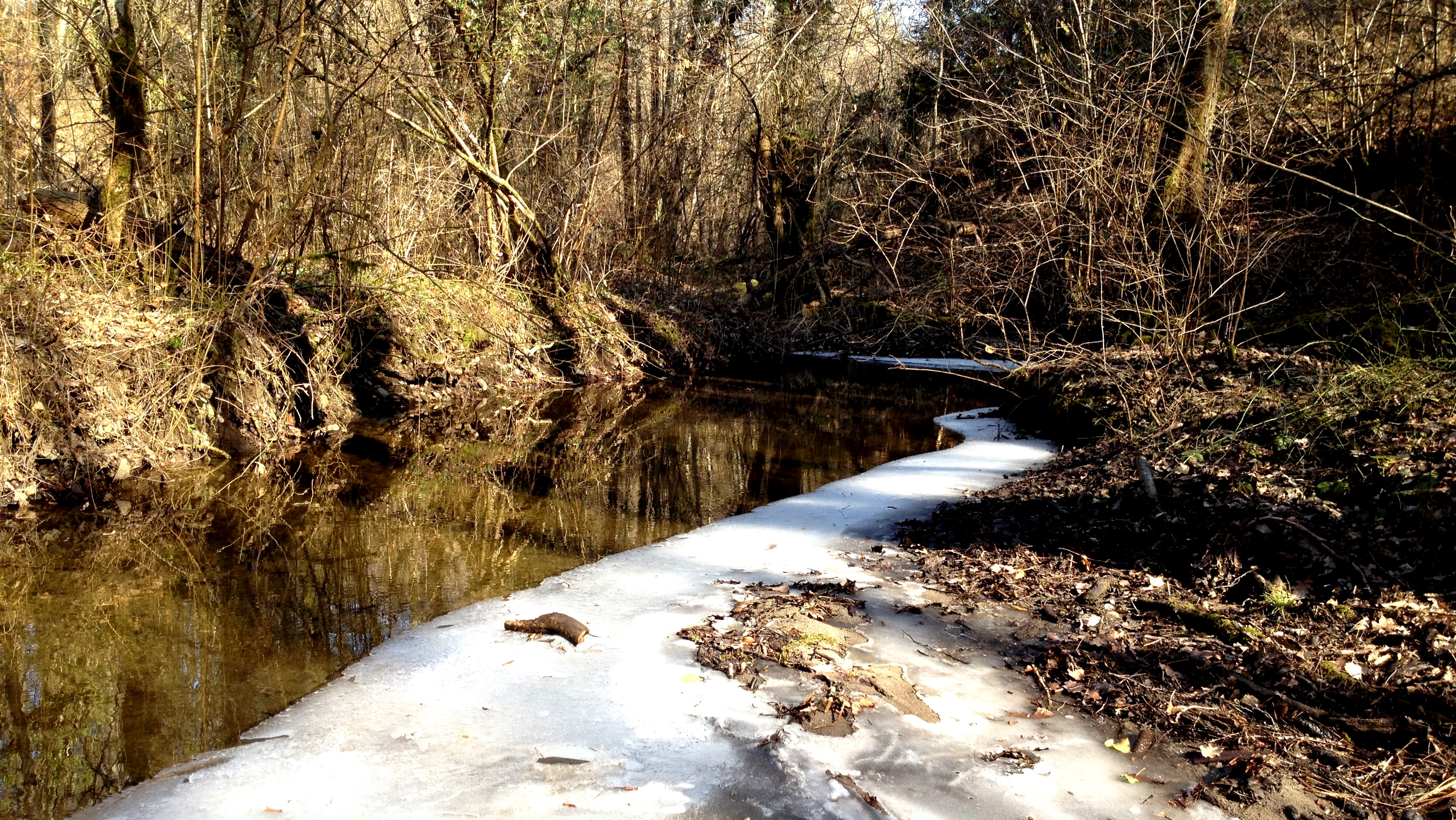

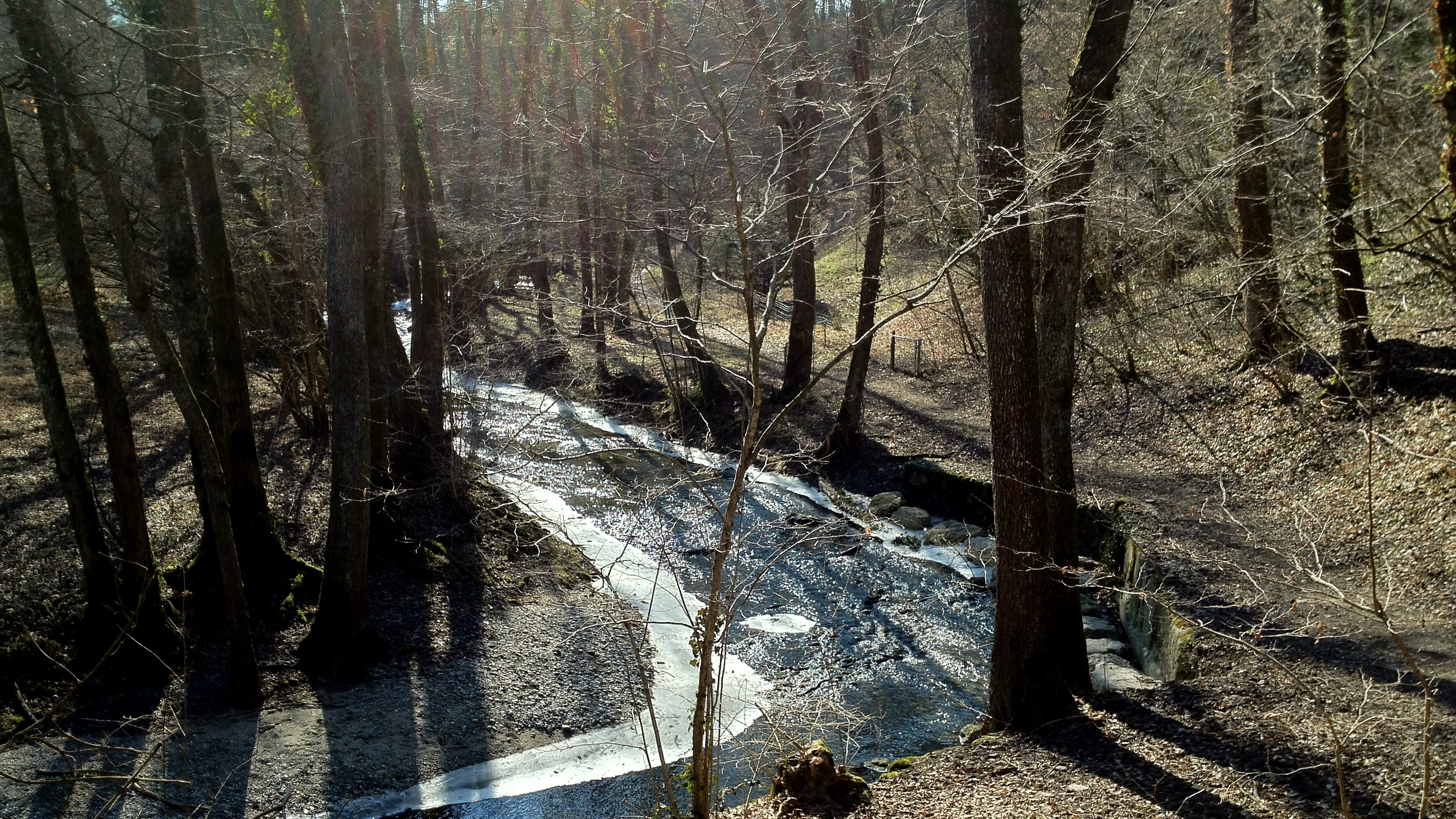

埃爾芒斯河（法語：Hermance，法語發音：[ɛʁmɑ̃s]）是西歐的河流，流經法國和瑞士，屬於罗讷河的支流，流經上薩瓦省，河道全長13公里，流域面積44平方公里，最終注入萊芒湖。